# Aconitum kongboense
Aconitum kongboense är en ranunkelväxtart som beskrevs av Lucien André Andrew Lauener. Aconitum kongboense ingår i släktet stormhattar, och familjen ranunkelväxter.

## Underarter
Arten delas in i följande underarter:
- A. k. polycarpum
- A. k. villosum